# The Creatures
The Creatures waren eine britische Band, die als Nebenprojekt von Siouxsie Sioux, der Sängerin/Songwriterin und Budgie, dem Drummer von Siouxsie and the Banshees, gilt und – nach der Auflösung der Banshees im Jahre 1996 – bis 2004 das Hauptprojekt des Musikerpaares bildete.
Die Band nahm vier Studio-Alben auf: Feast (1983), Boomerang (1989), Anima Animus (1999) und Hái! (2003).

## Geschichte

### Wild Things-Ära (1981)
Die Band entstand 1981 während der Aufnahmen des Banshees-Albums JuJu. Siouxsie und Budgie arbeiteten an dem, durch Zufall entstandenen, Song "But not them", der nur aus Gesang und Drums bestand, dem jedoch nach Meinung aller Beteiligten nichts mehr hinzugefügt werden musste. Da "But not Them" nicht zu JuJu passte (obwohl der Song während der JuJu Tour gespielt wurde), gründeten Siouxsie und Budgie das Nebenprojekt The Creatures. Sie arbeiteten vier weitere Songs aus und veröffentlichten diese zusammen mit "But Not Them" auf der EP "Wild Things". Der Titelsong stammt originär von den Troggs und wurde von den Creatures komplett überarbeitet. Ein anderer Song, mit dem Titel "So Unreal" wurde inhaltlich von dem verfilmten Roman "The Stepford Wives" von Ira Levin inspiriert, der Song "Mad-Eyed Screamers" hingegen von den öffentlichen Rednern im Londoner Hyde Park. Musikalisch zeichnet sich die Veröffentlichung durch einen minimalistischeren, trommelgetriebenen Banshees-Sound aus, wobei Siouxsies markanter Gesang ebenso unterkühlt und distanziert ist, wie bei den vorangegangenen Banshees-Tonträgern. Zu dieser Zeit begann auch die Liebesbeziehung zwischen beiden Musikern. Diese fand ihre erste öffentliche Ausdrucksform in den erotischen Coverbildern der "Wild Things"-EP. In den von Man Ray inspirierten Fotografien werden Siouxsie und Budgie halbnackt unter der Dusche stehend beim Liebesspiel gezeigt. Dieses Artwork löste einige mediale Kontroversen aus.

### Feast-Ära (1983)
1983 folgte das erste vollwertige Album "Feast", welches in der freien Zeit zwischen dem Banshees-Album "A Kiss In The Dreamhouse" (1982) und dem Live-Album "Nocturne" (1983) auf Hawaii aufgenommen wurde. Lokale Musikeinflüsse wurde als stilistische Bereicherung mit dem eigenen Sound verschmolzen. So sind zum Beispiel auf einigen Songs die "The Lamalani Hula Academy Hawaiian Chanters" als Hintergrund-Chor zu hören. Der Titel des Stückes "Inoa ʻOle" bedeutet auf Hawaiisch "Kein Name". Die Single "Miss the Girl", eigentlich inspiriert durch den Roman "Crash" von J.G. Ballard, landete damals wegen des fälschlicherweise als sado-masochistisch interpretierten Textinhalts auf dem Index der BBC, wurde aber dennoch ziemlich erfolgreich. "Right Now" hingegen ist eine Coverversion einer Komposition von Mel Tormé, für welche die Creatures ihrem ureigenen Sound eine Bläsersektion hinzufügten, wodurch der Song einen gewissen Swingcharakter verliehen bekam, der ihn zu der, bis heute, erfolgreichsten Veröffentlichung der Band machte.

### Boomerang-Ära (1989)
Nach längerer Pause, und einer Reihe erfolgreicher Banshees-Alben, kehrten die Creatures 1989 zurück. Siouxsie und Budgie verbrachten die Zeit nach dem "Peepshow"-Album und der daran anschließenden internationalen Tour in Spanien, was sie zum nächsten Longplayer "Boomerang" inspirierte, den sie im Andalusischen Jerez aufnahmen. Wieder ließ man sich von der lokalen Folklore und Atmosphäre inspirieren und wob diese Eindrücke in die eigene Klangwelt hinein. Heraus kam eine gelungene Kombination aus einem folkloristisch gefärbten, dennoch experimentellen Creatures-Sound, mit melancholischen Texten. So erzählt beispielsweise "Manchild" die tragische Geschichte eines kolumbianischen Jungen, namens Nelsito. In "Willow" verarbeitete Budgie die Zeit nach dem Tode seiner Mutter. "Simoom" hingegen, bedeutet "trockener Wind" auf Arabisch und ist von der Salman-Rushdie-Affaire inspiriert.

### The Creatures als Hauptprojekt (1997)
Nachdem sich Siouxsie and the Banshees 1996 auflösten, reaktivierte man die Creatures 1997 wieder und machte sie zum erklärten Hauptprojekt. Zuerst veröffentlichte man die beiden längst vergriffenen Creatures-Alben "Feast" und "Boomerang" erneut. Darüber hinaus wurde eine Compilation mit dem Titel "The Bestiary of the Creatures" veröffentlicht, welche sowohl die "Wild Things"-EP als auch das Album "Feast", inklusive sämtlicher dazugehöriger Singles beinhaltet, zur Freude der Fans.

### Sad Cunt(1998)
1998 machte man sich dann an neues Material. Die Single "Sad Cunt" wurde produziert und den Plattenfirmen angeboten. Diese mochten den düster-glam-rockigen Song, wollten aber mehr davon und weniger die experimentelle Musik, die die Creatures im Folgenden produzieren wollten. Gewissermaßen als Reaktion darauf gründete man das eigene Label Sioux Records und veröffentlichte den Song dort. Aus einer Art Trotzhaltung gegenüber der Industrie verteilte man die Single kostenlos auf den ersten Creatures-Gigs dieser neuen Zeit der Unabhängigkeit. 

### Eraser Cut(1998) undAnima Animus(1999)
Als nächste Veröffentlichungen folgten im Herbst die "Eraser Cut"-EP(1998) und das kurz daraufhin folgende Studioalbum "Anima Animus" Anfang 1999. Beide wurden von den Creatures in deren süd-französischem Landhaus in Eigen-Regie geschrieben, produziert und zum Teil mit Gastmusikern (u. a. der letzte Banshees-Gitarrist Knox Chandler) aufgenommen. Musikalisch bot man eine experimentelle Fusion von Creatures und Banshees-Elementen dar. Rhythmische Percussion, kühle Electronic und wenige, gezielte Gitarreneinsätze erzeugen eine düstere Atmosphäre.

### Hái!(2003)
Die Aufnahmen zum nächsten Creatures-Album mit dem Namen "Hái!" (japanisch: Ja!) begannen 24 Stunden nach dem Ende der internationalen Banshees-Tour. Diese führte bis nach Japan. Dort erhielt Budgie überraschend die Möglichkeit, den von ihm lange bewunderten japanischen Taiko-Trommler Leonard Eto kennenzulernen. Die Chemie zwischen Budgie und dem Ex-Kodo-Trommler stimmte und so traf man sich kurzerhand zu einer spontanen Drum-Session, bei der Siouxsie zuschaute und sich inspirieren ließ. Heraus kam erneut eine Fusion des percussiven Creatures-Sounds, diesmal mit asiatischen Elementen.
Die ausgekoppelte Single "Godzilla" über das gleichnamige Filmmonster, schaffte es erfolgreich in die Alternativen Charts. Die Tokyo-Drum-Session wurde auf DVD als Teil des Albums veröffentlicht.

### Das Ende der Creatures & der Beginn von Siouxsies Solokarriere (2004)
2004 kam jedoch das Aus für The Creatures, da der Bandname nur bei den eingefleischten Fans für Interesse sorgt. Dies war die offizielle Geburtsstunde von Siouxsie's Solokarriere, der sie sich nun vollständig widmet. Diese nahm bereits mit der „An Evening with…. Siouxsie“ Tour im Jahr 2004 ihren Anfang.

## Diskografie

### Alben
| Jahr | Titel        | Höchstplatzierung, Gesamtwochen, AuszeichnungChartplatzierungen (Jahr, Titel, Platzierungen, Wochen, Auszeichnungen, Anmerkungen) | Höchstplatzierung, Gesamtwochen, AuszeichnungChartplatzierungen (Jahr, Titel, Platzierungen, Wochen, Auszeichnungen, Anmerkungen) | Anmerkungen |
| Jahr | Titel        | UK | US | Anmerkungen |
| ---- | ------------ | --- | --- | ----------- |
| 1983 | Feast        | UK17 (9 Wo.)UK | — |             |
| 1989 | Boomerang    | — | US197 (2 Wo.)US |             |
| 1999 | Anima Animus | UK79 (1 Wo.)UK | — |             |

Weitere Studioalben
- 2003: Hái!

### Livealben
- 1999: Zulu
- 2000: Sequins in the Sun
- 2006: Utrecht Tivoli 06/03/90

### Kompilationen
- 1997: A Bestiary of (allen Stücke aus den Jahren 1981–1983)
- 1999: Hybrids
- 2000: US Retrace (B-sides 1998–1999)

### EPs
- 1981: Wild Things
- 1998: Eraser Cut
- 1999: Zulu (Mailorder Veröffentlichung)

### Singles
| Jahr | Titel Album                   | Höchstplatzierung, Gesamtwochen, AuszeichnungChartsChartplatzierungen (Jahr, Titel, Album, Platzierungen, Wochen, Auszeichnungen, Anmerkungen) | Anmerkungen |
| Jahr | Titel Album                   | UK | Anmerkungen |
| ---- | ----------------------------- | --- | ----------- |
| 1981 | Mad Eyed Screamer Wild Things | UK24 (7 Wo.)UK |             |
| 1983 | Miss the Girl Feast           | UK21 (7 Wo.)UK |             |
| 1983 | Right Now                     | UK14 (10 Wo.)UK |             |
| 1989 | Standing There Boomerang      | UK53 (3 Wo.)UK |             |
| 1990 | Fury Eyes Boomerang           | UK81 (3 Wo.)UK |             |
| 1998 | 2nd Floor Anima Animus        | UK93 (1 Wo.)UK |             |
| 1999 | Say Anima Animus              | UK72 (1 Wo.)UK |             |
| 1999 | Prettiest Thing Anima Animus  | UK87 (1 Wo.)UK |             |
| 2003 | Godzilla! Hái!                | UK53 (2 Wo.)UK |             |

Weitere Singles
- 1998: Sad Cunt
- 1998: Exterminating Angel
- 1999: Disconnected